# Alfés
Alfés este o localitate în Spania în comunitatea Catalonia în provincia Lleida. În 2006 avea o populație de 321 locuitori.
1. ↑  Nomenclátor Geográfico de Municipios y Entidades de Población (20240402 edition)
2. ↑   https://www.ua1.cat/articles/303957/alfes-canviara-aquest-dijous-d-alcalde-i-de-grup-politic-al-capdavant-de-l-ajuntament Lipsește sau este vid: |title= (ajutor)
3. 1 2   http://www.idescat.cat/pub/?id=aec&n=925&t=2016 Lipsește sau este vid: |title= (ajutor)